# Minaret w Vobkencie

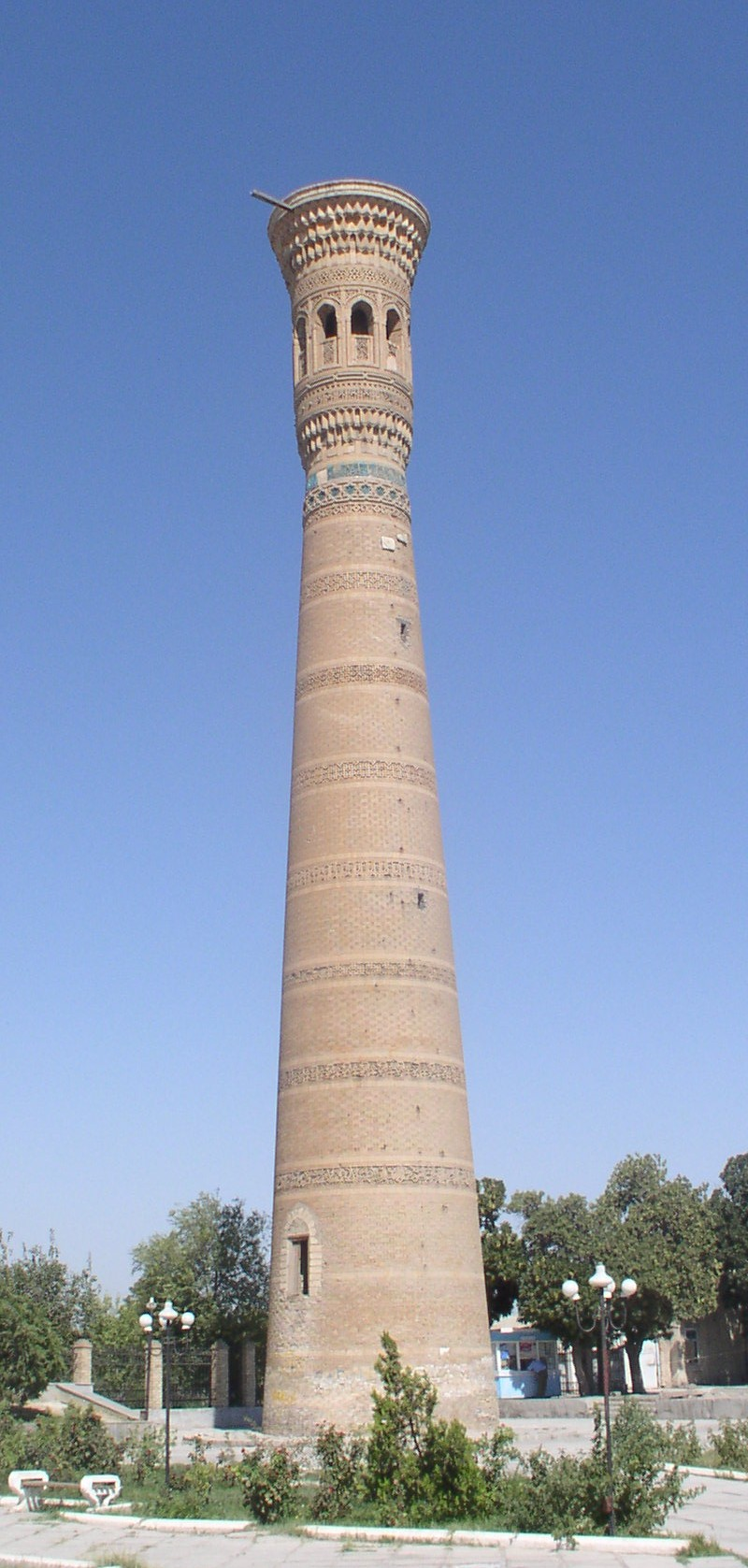
Minaret w Vobkencie

Minaret w Vobkencie (Wabkencie), minaret wabkencki – minaret znajdujący się w Vobkencie w Uzbekistanie.
Datę początku budowy 1196/1197 da się przeczytać pośród kufickich napisów w niższym poziomie dekoracyjnym. Tamże można znaleźć imię sadra bucharskiego Burchan ad Dina Abd al Aziza II, będącego prawdopodobnie fundatorem. W piętrze górnym napisano: minaret zbudowano w roku 595 od hidżry, czyli w roku 1198/1199. 

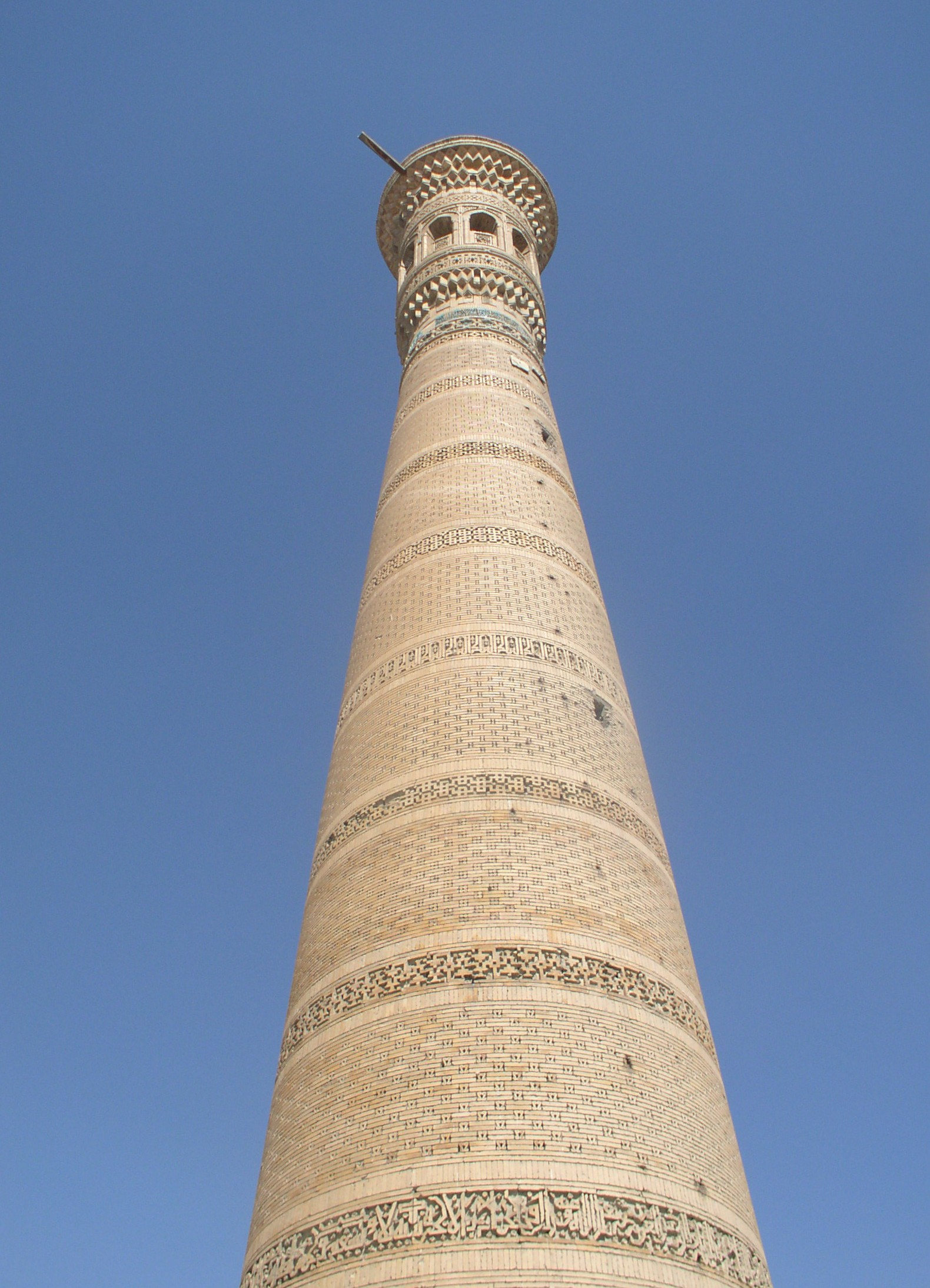
Minaret
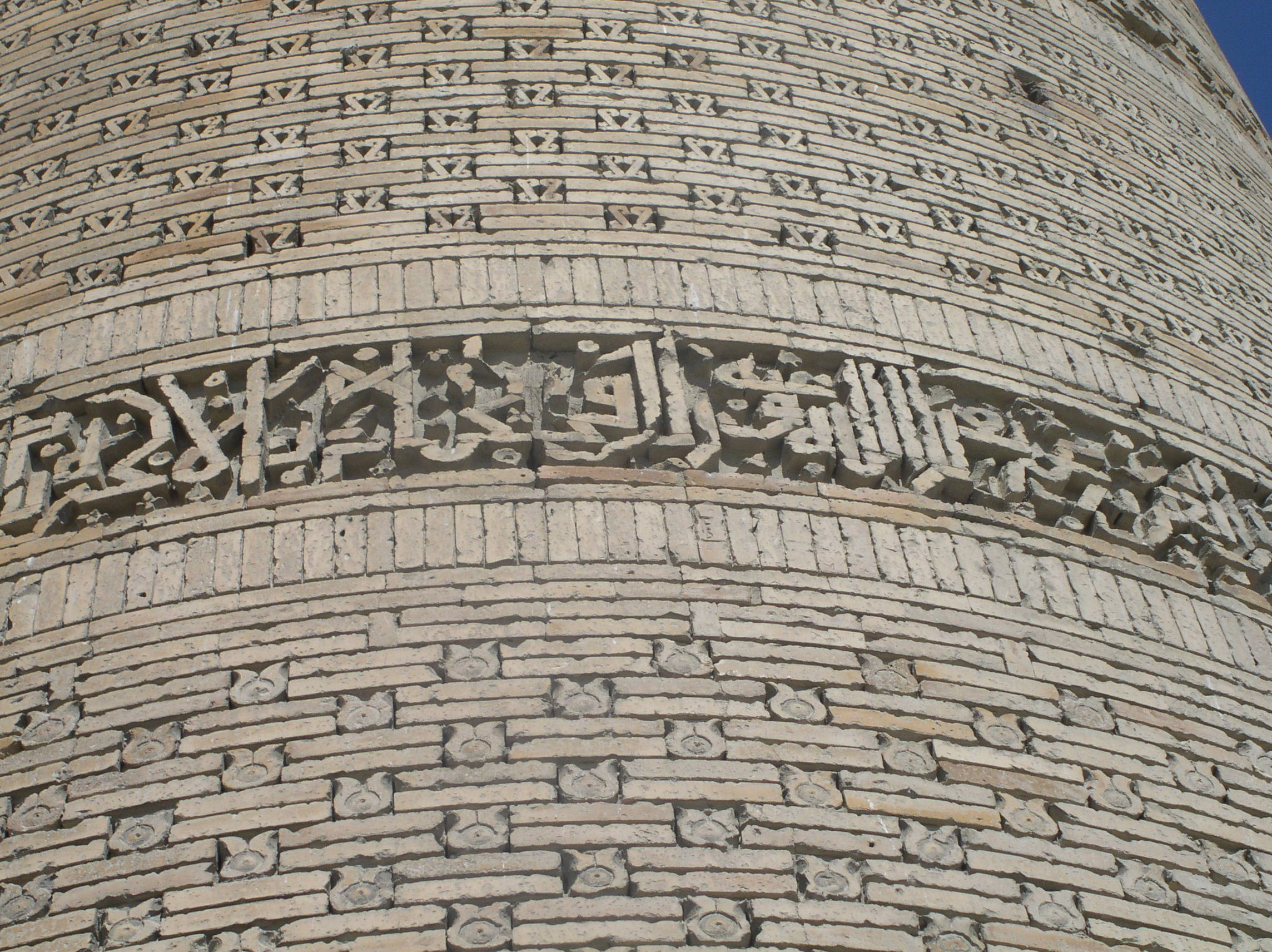
Fragment z pismem kuficznym